# Aletshausen
Aletshausen er en kommune i Landkreis Günzburg i Regierungsbezirk Schwaben i den tyske delstat Bayern. Den er en del af Verwaltungsgemeinschaft Krumbach.

## Geografi
Aletshausen ligger i Region Donau-Iller.
I kommunen er der ud over Aletshausen, landsbyerne Haupeltshofen og Winzer
- Wikimedia Commons har flere filer relateret til Aletshausen